# Dunkin' Donuts
Dunkin' Donuts je mezinárodní řetězec rychlého občerstvení, zaměřující se především prodej koblih a kávy. 

## Působnost
Působí především v USA, ale také v Německu, Velké Británii, Bulharsku, Španělsku a Turecku. Firma vznikla v roce 1950 ve městě Quincy, Massachusetts, USA.
Firma nějakou dobu působila i v ČR.